# Claud Russell
Claud Frederick William Russell (8 décembre 1871 - 9 décembre 1959) est un diplomate britannique qui est ambassadeur en Éthiopie, en Suisse et au Portugal.

## Biographie
Russell est le deuxième fils de Lord Arthur Russell. Il fait ses études en privé et au Balliol College d'Oxford. Il rejoint le service diplomatique en 1897 et sert dans les ambassades ou légations britanniques en Turquie, en Égypte, en Chine, en France, en Russie, au Maroc, en Argentine, au Paraguay, en Espagne, en Grèce et au ministère des Affaires étrangères. Au déclenchement de la Première Guerre mondiale, il est libéré du ministère des Affaires étrangères pour servir dans le Bedfordshire Yeomanry, s'élevant au rang de major. Après la guerre, en 1919, il est nommé délégué britannique et président de la commission financière internationale qui est créée à Athènes à la suite de la guerre gréco-turque (1897) pour superviser les finances publiques de la Grèce, ainsi que pour l'Inter-Commission financière alliée qui supervise les prêts pour aider le gouvernement grec à se remettre de la guerre. Russell est ensuite nommé ministre en Éthiopie de 1920 à 1925, Ministre en Suisse 1928–1931 et ambassadeur au Portugal 1931–35.
Claud Russell est fait chevalier KCMG dans les honneurs d'anniversaire du roi de 1930. Le gouvernement portugais lui décerne la Grand-Croix de l'Ordre du Christ. Pendant la Seconde Guerre mondiale, à l'âge de 69 ans, Sir Claud s'enrôle dans la Home Guard. Il loue le château de Trematon de 1939 à 1959  et est y mort le lendemain de son 88e anniversaire.
En tant qu'ambassadeur à Lisbonne, il est l'un des très rares diplomates de haut rang à écrire favorablement sur l'admission des femmes au service diplomatique. Dans sa contribution à l'examen du Comité Shuster en 1934, il déclare: «J'ai un préjugé instinctif en faveur du changement, que j'associe à l'amélioration et à la réforme. . . Je ne vois pas pourquoi une femme ne devrait pas cohabiter à son poste avec son mari [surtout s'il était] un homme de lettres ou un artisan de quelque sorte que ce soit. . . Nous vivons dans un monde en mutation, et personne ne peut dire comment l'humanité considérera quoi que ce soit en 1959. Qui aurait prévu en 1894 que dans vingt-cinq ans, les femmes seraient éligibles à la Chambre des communes? " .

## Vie privée
Russell épouse Athenais Atchley, fille de Shirley Clifford Atchley en 1920 .

## Distinctions
- Grand-croix de l'ordre du Christ